# Droopy
Droopy (no original, Droopy Dog) é um personagem de desenhos animados, criado por Tex Avery em 1943, ele apareceu na série de curtas de animação da Metro-Goldwyn-Mayer.
O personagem apareceu pela primeira vez, sem nome, em 1943 no curta Dumb-Hounded. Ele ficou sem nome até o seu quinto curta animado, Señor Droopy (1949), o personagem foi primeiramente chamado de Happy Hound, um nome usado nas aparições do personagem na revista em quadrinhos Our Gang Comics, ilustrado por Carl Barks, famoso por quadrinhos Disney.
Fred Quimby, produtor original dos desenhos Tom e Jerry e Urso Barney também produziu os desenhos do Droopy. É um cão da raça basset hound que inferniza a vida do Lobo ("The Wolf"), o qual sempre se envolve em trapaças e é atormentado por Droopy, que aparece em qualquer lugar onde ele esteja (não importando para onde ele corra ou vá). O personagem se tornou muito popular por estar sempre cabisbaixo e desanimado, aparentemente cansado da vida, bem como pela sua frase mais famosa ("Sabem de uma coisa? Eu estou feliz..."). Tex Avery se inspirou em outro personagem, a tartaruga Cecil, criado por ele para Looney Tunes. Em 1980, Droopy,  o Lobo e o Urso Barney tiveram um segmento na série The Tom and Jerry Comedy Show.
Na década de 1990 a Hanna-Barbera e Turner Entertainment produziram Tom & Jerry Kids, Droopy aparece em um segmento onde tinha um filho chamado Dripple, possivelmente inspirado em um filhote que que aparece em Homesteader Droopy. O sucesso desta série permitiu a criação de vários produtos licenciados: brinquedos, bichos de pelúcia, produtos alimentícios, etc. Tom & Jerry Kids teve um spin-off, Droopy, Master Detective. Ele também teve participações especiais em dois filmes: como um ascensorista em Uma Cilada para Roger Rabbit (dublado pelo diretor Richard Williams) e Tom & Jerry: The Movie (dublado por Messick). Droopy também teve participações especiais em curtas de Roger Rabbit produzidos pela Disney, Tummy Trouble, Rollercoaster Coelho e Trail Mix-Up (interpretado por Williams no primeiro curta e por Corey Burton nos dois últimos).
Ainda na década de 1990, a Dark Horse Comics publicou uma minissérie em três edições de Droopy.
Droopy também apareceu em Tom and Jerry Tales e no filme lançado diretamente em vídeo Tom and Jerry: The Magic Ring.

## Curtas-metragens
| Título                    | Diretor               | Produtor                     | Data de lançamento      |
| ------------------------- | --------------------- | ---------------------------- | ----------------------- |
| Dumb-Hounded              | Tex Avery             | Fred Quimby                  | 20 de março de 1943     |
| The Shooting of Dan McGoo | Tex Avery             | Fred Quimby                  | 3 de março de 1945      |
| Wild and Woolfy           | Tex Avery             | Fred Quimby                  | 3 de novembro de 1945   |
| Northwest Hounded Police  | Tex Avery             | Fred Quimby                  | 3 de agosto de 1946     |
| Señor Droopy              | Tex Avery             | Fred Quimby                  | 9 de abril de 1949      |
| Wags to Riches            | Tex Avery             | Fred Quimby                  | 13 de agosto de 1949    |
| Out-Foxed                 | Tex Avery             | Fred Quimby                  | 5 de novembro de 1949   |
| The Chump Champ           | Tex Avery             | Fred Quimby                  | 4 de novembro de 1950   |
| Daredevil Droopy          | Tex Avery             | Fred Quimby                  | 31 de março de 1951     |
| Droopy's Good Deed        | Tex Avery             | Fred Quimby                  | 5 de maio de 1951       |
| Droopy's "Double Trouble" | Tex Avery             | Fred Quimby                  | 17 de novembro de 1951  |
| Caballero Droopy          | Dick Lundy            | Fred Quimby                  | 27 de setembro de 1952  |
| The Three Little Pups     | Tex Avery             | Fred Quimby                  | 28 de fevereiro de 1953 |
| Drag-a-Long Droopy        | Tex Avery             | Fred Quimby                  | 20 de fevereiro de 1954 |
| Homesteader Droopy        | Tex Avery             | Fred Quimby                  | 10 de julho de 1954     |
| Dixieland Droopy          | Tex Avery             | Fred Quimby                  | 4 de dezembro de 1954   |
| Deputy Droopy             | Tex Avery Michael Lah | Fred Quimby                  | 28 de outubro de 1955   |
| Millionaire Droopy        | Tex Avery             | William Hanna Joseph Barbera | 21 de setembro de 1956  |
| Grin and Share It         | Michael Lah           | William Hanna Joseph Barbera | 17 de maio de 1957      |
| Blackboard Jumble         | Michael Lah           | William Hanna Joseph Barbera | 4 de outubro de 1957    |
| One Droopy Knight         | Michael Lah           | William Hanna Joseph Barbera | 6 de dezembro de 1957   |
| Sheep Wrecked             | Michael Lah           | William Hanna Joseph Barbera | 7 de fevereiro de 1958  |
| Mutts About Racing        | Michael Lah           | William Hanna Joseph Barbera | 4 de abril de 1958      |
| Droopy Leprechaun         | Michael Lah           | William Hanna Joseph Barbera | 4 de julho de 1958      |